# 1681
Portal Geschichte | Portal Biografien | Aktuelle Ereignisse | Jahreskalender | Tagesartikel

◄ |
16. Jahrhundert |
17. Jahrhundert
| 18. Jahrhundert | ►

◄ |
1650er |
1660er |
1670er |
1680er
| 1690er | 1700er | 1710er | ►

◄◄ |
◄ |
1677 |
1678 |
1679 |
1680 |
1681
| 1682 | 1683 | 1684 | 1685 | ► | ►►
Staatsoberhäupter  · Nekrolog   · Musikjahr
| Januar | Januar | Januar | Januar | Januar | Januar | Januar | Januar |
| Kw     | Mo     | Di     | Mi     | Do     | Fr     | Sa     | So     |
| ------ | ------ | ------ | ------ | ------ | ------ | ------ | ------ |
| 1      |        |        | 1      | 2      | 3      | 4      | 5      |
| 2      | 6      | 7      | 8      | 9      | 10     | 11     | 12     |
| 3      | 13     | 14     | 15     | 16     | 17     | 18     | 19     |
| 4      | 20     | 21     | 22     | 23     | 24     | 25     | 26     |
| 5      | 27     | 28     | 29     | 30     | 31     |        |        |

| Februar | Februar | Februar | Februar | Februar | Februar | Februar | Februar |
| Kw      | Mo      | Di      | Mi      | Do      | Fr      | Sa      | So      |
| ------- | ------- | ------- | ------- | ------- | ------- | ------- | ------- |
| 5       |         |         |         |         |         | 1       | 2       |
| 6       | 3       | 4       | 5       | 6       | 7       | 8       | 9       |
| 7       | 10      | 11      | 12      | 13      | 14      | 15      | 16      |
| 8       | 17      | 18      | 19      | 20      | 21      | 22      | 23      |
| 9       | 24      | 25      | 26      | 27      | 28      |         |         |

| März | März | März | März | März | März | März | März |
| Kw   | Mo   | Di   | Mi   | Do   | Fr   | Sa   | So   |
| ---- | ---- | ---- | ---- | ---- | ---- | ---- | ---- |
| 9    |      |      |      |      |      | 1    | 2    |
| 10   | 3    | 4    | 5    | 6    | 7    | 8    | 9    |
| 11   | 10   | 11   | 12   | 13   | 14   | 15   | 16   |
| 12   | 17   | 18   | 19   | 20   | 21   | 22   | 23   |
| 1    | 24   | 25   | 26   | 27   | 28   | 29   | 30   |
| 14   | 31   |      |      |      |      |      |      |

| April | April | April | April | April | April | April | April |
| Kw    | Mo    | Di    | Mi    | Do    | Fr    | Sa    | So    |
| ----- | ----- | ----- | ----- | ----- | ----- | ----- | ----- |
| 14    |       | 1     | 2     | 3     | 4     | 5     | 6     |
| 15    | 7     | 8     | 9     | 10    | 11    | 12    | 13    |
| 16    | 14    | 15    | 16    | 17    | 18    | 19    | 20    |
| 17    | 21    | 22    | 23    | 24    | 25    | 26    | 27    |
| 18    | 28    | 29    | 30    |       |       |       |       |

| Mai | Mai | Mai | Mai | Mai | Mai | Mai | Mai |
| Kw  | Mo  | Di  | Mi  | Do  | Fr  | Sa  | So  |
| --- | --- | --- | --- | --- | --- | --- | --- |
| 18  |     |     |     | 1   | 2   | 3   | 4   |
| 19  | 5   | 6   | 7   | 8   | 9   | 10  | 11  |
| 20  | 12  | 13  | 14  | 15  | 16  | 17  | 18  |
| 21  | 19  | 20  | 21  | 22  | 23  | 24  | 25  |
| 22  | 26  | 27  | 28  | 29  | 30  | 31  |     |

| Juni | Juni | Juni | Juni | Juni | Juni | Juni | Juni |
| Kw   | Mo   | Di   | Mi   | Do   | Fr   | Sa   | So   |
| ---- | ---- | ---- | ---- | ---- | ---- | ---- | ---- |
| 22   |      |      |      |      |      |      | 1    |
| 23   | 2    | 3    | 4    | 5    | 6    | 7    | 8    |
| 24   | 9    | 10   | 11   | 12   | 13   | 14   | 15   |
| 25   | 16   | 17   | 18   | 19   | 20   | 21   | 22   |
| 26   | 23   | 24   | 25   | 26   | 27   | 28   | 29   |
| 27   | 30   |      |      |      |      |      |      |

| Juli | Juli | Juli | Juli | Juli | Juli | Juli | Juli |
| Kw   | Mo   | Di   | Mi   | Do   | Fr   | Sa   | So   |
| ---- | ---- | ---- | ---- | ---- | ---- | ---- | ---- |
| 27   |      | 1    | 2    | 3    | 4    | 5    | 6    |
| 2    | 7    | 8    | 9    | 10   | 11   | 12   | 13   |
| 29   | 14   | 15   | 16   | 17   | 18   | 19   | 20   |
| 30   | 21   | 22   | 23   | 24   | 25   | 26   | 27   |
| 31   | 28   | 29   | 30   | 31   |      |      |      |

| August | August | August | August | August | August | August | August |
| Kw     | Mo     | Di     | Mi     | Do     | Fr     | Sa     | So     |
| ------ | ------ | ------ | ------ | ------ | ------ | ------ | ------ |
| 31     |        |        |        |        | 1      | 2      | 3      |
| 32     | 4      | 5      | 6      | 7      | 8      | 9      | 10     |
| 33     | 11     | 12     | 13     | 14     | 15     | 16     | 17     |
| 34     | 18     | 19     | 20     | 21     | 22     | 23     | 24     |
| 35     | 25     | 26     | 27     | 28     | 29     | 30     | 31     |

| September | September | September | September | September | September | September | September |
| Kw        | Mo        | Di        | Mi        | Do        | Fr        | Sa        | So        |
| --------- | --------- | --------- | --------- | --------- | --------- | --------- | --------- |
| 36        | 1         | 2         | 3         | 4         | 5         | 6         | 7         |
| 37        | 8         | 9         | 10        | 11        | 12        | 13        | 14        |
| 38        | 15        | 16        | 17        | 18        | 19        | 20        | 21        |
| 39        | 22        | 23        | 24        | 25        | 26        | 27        | 28        |
| 40        | 29        | 30        |           |           |           |           |           |

| Oktober | Oktober | Oktober | Oktober | Oktober | Oktober | Oktober | Oktober |
| Kw      | Mo      | Di      | Mi      | Do      | Fr      | Sa      | So      |
| ------- | ------- | ------- | ------- | ------- | ------- | ------- | ------- |
| 40      |         |         | 1       | 2       | 3       | 4       | 5       |
| 41      | 6       | 7       | 8       | 9       | 10      | 11      | 12      |
| 42      | 13      | 14      | 15      | 16      | 17      | 18      | 19      |
| 43      | 20      | 21      | 22      | 23      | 24      | 25      | 26      |
| 44      | 27      | 28      | 29      | 30      | 31      |         |         |

| November | November | November | November | November | November | November | November |
| Kw       | Mo       | Di       | Mi       | Do       | Fr       | Sa       | So       |
| -------- | -------- | -------- | -------- | -------- | -------- | -------- | -------- |
| 44       |          |          |          |          |          | 1        | 2        |
| 45       | 3        | 4        | 5        | 6        | 7        | 8        | 9        |
| 46       | 10       | 11       | 12       | 13       | 14       | 15       | 16       |
| 47       | 17       | 18       | 19       | 20       | 21       | 22       | 23       |
| 48       | 24       | 25       | 26       | 27       | 28       | 29       | 30       |

| Dezember | Dezember | Dezember | Dezember | Dezember | Dezember | Dezember | Dezember |
| Kw       | Mo       | Di       | Mi       | Do       | Fr       | Sa       | So       |
| -------- | -------- | -------- | -------- | -------- | -------- | -------- | -------- |
| 49       | 1        | 2        | 3        | 4        | 5        | 6        | 7        |
| 50       | 8        | 9        | 10       | 11       | 12       | 13       | 14       |
| 51       | 15       | 16       | 17       | 18       | 19       | 20       | 21       |
| 52       | 22       | 23       | 24       | 25       | 26       | 27       | 28       |
| 1        | 29       | 30       | 31       |          |          |          |          |

| Januar | Januar | Januar | Januar | Januar | Januar | Januar | Januar |
| Kw     | Mo     | Di     | Mi     | Do     | Fr     | Sa     | So     |
| ------ | ------ | ------ | ------ | ------ | ------ | ------ | ------ |
| 1      |        |        | 1      | 2      | 3      | 4      | 5      |
| 2      | 6      | 7      | 8      | 9      | 10     | 11     | 12     |
| 3      | 13     | 14     | 15     | 16     | 17     | 18     | 19     |
| 4      | 20     | 21     | 22     | 23     | 24     | 25     | 26     |
| 5      | 27     | 28     | 29     | 30     | 31     |        |        |

| Februar | Februar | Februar | Februar | Februar | Februar | Februar | Februar |
| Kw      | Mo      | Di      | Mi      | Do      | Fr      | Sa      | So      |
| ------- | ------- | ------- | ------- | ------- | ------- | ------- | ------- |
| 5       |         |         |         |         |         | 1       | 2       |
| 6       | 3       | 4       | 5       | 6       | 7       | 8       | 9       |
| 7       | 10      | 11      | 12      | 13      | 14      | 15      | 16      |
| 8       | 17      | 18      | 19      | 20      | 21      | 22      | 23      |
| 9       | 24      | 25      | 26      | 27      | 28      |         |         |

| März | März | März | März | März | März | März | März |
| Kw   | Mo   | Di   | Mi   | Do   | Fr   | Sa   | So   |
| ---- | ---- | ---- | ---- | ---- | ---- | ---- | ---- |
| 9    |      |      |      |      |      | 1    | 2    |
| 10   | 3    | 4    | 5    | 6    | 7    | 8    | 9    |
| 11   | 10   | 11   | 12   | 13   | 14   | 15   | 16   |
| 12   | 17   | 18   | 19   | 20   | 21   | 22   | 23   |
| 1    | 24   | 25   | 26   | 27   | 28   | 29   | 30   |
| 14   | 31   |      |      |      |      |      |      |

| April | April | April | April | April | April | April | April |
| Kw    | Mo    | Di    | Mi    | Do    | Fr    | Sa    | So    |
| ----- | ----- | ----- | ----- | ----- | ----- | ----- | ----- |
| 14    |       | 1     | 2     | 3     | 4     | 5     | 6     |
| 15    | 7     | 8     | 9     | 10    | 11    | 12    | 13    |
| 16    | 14    | 15    | 16    | 17    | 18    | 19    | 20    |
| 17    | 21    | 22    | 23    | 24    | 25    | 26    | 27    |
| 18    | 28    | 29    | 30    |       |       |       |       |

| Mai | Mai | Mai | Mai | Mai | Mai | Mai | Mai |
| Kw  | Mo  | Di  | Mi  | Do  | Fr  | Sa  | So  |
| --- | --- | --- | --- | --- | --- | --- | --- |
| 18  |     |     |     | 1   | 2   | 3   | 4   |
| 19  | 5   | 6   | 7   | 8   | 9   | 10  | 11  |
| 20  | 12  | 13  | 14  | 15  | 16  | 17  | 18  |
| 21  | 19  | 20  | 21  | 22  | 23  | 24  | 25  |
| 22  | 26  | 27  | 28  | 29  | 30  | 31  |     |

| Juni | Juni | Juni | Juni | Juni | Juni | Juni | Juni |
| Kw   | Mo   | Di   | Mi   | Do   | Fr   | Sa   | So   |
| ---- | ---- | ---- | ---- | ---- | ---- | ---- | ---- |
| 22   |      |      |      |      |      |      | 1    |
| 23   | 2    | 3    | 4    | 5    | 6    | 7    | 8    |
| 24   | 9    | 10   | 11   | 12   | 13   | 14   | 15   |
| 25   | 16   | 17   | 18   | 19   | 20   | 21   | 22   |
| 26   | 23   | 24   | 25   | 26   | 27   | 28   | 29   |
| 27   | 30   |      |      |      |      |      |      |

| Juli | Juli | Juli | Juli | Juli | Juli | Juli | Juli |
| Kw   | Mo   | Di   | Mi   | Do   | Fr   | Sa   | So   |
| ---- | ---- | ---- | ---- | ---- | ---- | ---- | ---- |
| 27   |      | 1    | 2    | 3    | 4    | 5    | 6    |
| 2    | 7    | 8    | 9    | 10   | 11   | 12   | 13   |
| 29   | 14   | 15   | 16   | 17   | 18   | 19   | 20   |
| 30   | 21   | 22   | 23   | 24   | 25   | 26   | 27   |
| 31   | 28   | 29   | 30   | 31   |      |      |      |

| August | August | August | August | August | August | August | August |
| Kw     | Mo     | Di     | Mi     | Do     | Fr     | Sa     | So     |
| ------ | ------ | ------ | ------ | ------ | ------ | ------ | ------ |
| 31     |        |        |        |        | 1      | 2      | 3      |
| 32     | 4      | 5      | 6      | 7      | 8      | 9      | 10     |
| 33     | 11     | 12     | 13     | 14     | 15     | 16     | 17     |
| 34     | 18     | 19     | 20     | 21     | 22     | 23     | 24     |
| 35     | 25     | 26     | 27     | 28     | 29     | 30     | 31     |

| September | September | September | September | September | September | September | September |
| Kw        | Mo        | Di        | Mi        | Do        | Fr        | Sa        | So        |
| --------- | --------- | --------- | --------- | --------- | --------- | --------- | --------- |
| 36        | 1         | 2         | 3         | 4         | 5         | 6         | 7         |
| 37        | 8         | 9         | 10        | 11        | 12        | 13        | 14        |
| 38        | 15        | 16        | 17        | 18        | 19        | 20        | 21        |
| 39        | 22        | 23        | 24        | 25        | 26        | 27        | 28        |
| 40        | 29        | 30        |           |           |           |           |           |

| Oktober | Oktober | Oktober | Oktober | Oktober | Oktober | Oktober | Oktober |
| Kw      | Mo      | Di      | Mi      | Do      | Fr      | Sa      | So      |
| ------- | ------- | ------- | ------- | ------- | ------- | ------- | ------- |
| 40      |         |         | 1       | 2       | 3       | 4       | 5       |
| 41      | 6       | 7       | 8       | 9       | 10      | 11      | 12      |
| 42      | 13      | 14      | 15      | 16      | 17      | 18      | 19      |
| 43      | 20      | 21      | 22      | 23      | 24      | 25      | 26      |
| 44      | 27      | 28      | 29      | 30      | 31      |         |         |

| November | November | November | November | November | November | November | November |
| Kw       | Mo       | Di       | Mi       | Do       | Fr       | Sa       | So       |
| -------- | -------- | -------- | -------- | -------- | -------- | -------- | -------- |
| 44       |          |          |          |          |          | 1        | 2        |
| 45       | 3        | 4        | 5        | 6        | 7        | 8        | 9        |
| 46       | 10       | 11       | 12       | 13       | 14       | 15       | 16       |
| 47       | 17       | 18       | 19       | 20       | 21       | 22       | 23       |
| 48       | 24       | 25       | 26       | 27       | 28       | 29       | 30       |

| Dezember | Dezember | Dezember | Dezember | Dezember | Dezember | Dezember | Dezember |
| Kw       | Mo       | Di       | Mi       | Do       | Fr       | Sa       | So       |
| -------- | -------- | -------- | -------- | -------- | -------- | -------- | -------- |
| 49       | 1        | 2        | 3        | 4        | 5        | 6        | 7        |
| 50       | 8        | 9        | 10       | 11       | 12       | 13       | 14       |
| 51       | 15       | 16       | 17       | 18       | 19       | 20       | 21       |
| 52       | 22       | 23       | 24       | 25       | 26       | 27       | 28       |
| 1        | 29       | 30       | 31       |          |          |          |          |

## Ereignisse

### Politik und Weltgeschehen

#### Europa
- 13. Januar: Russland und das Osmanische Reich schließen einen auf 20 Jahre ausgerichteten Waffenstillstand im Russisch-Türkischen Krieg.
- 21. Januar: Geschichte der Stadt Aachen: Mit dem dritten Aachener Gaffelbrief wird die Verfassung der Freien Reichsstadt Aachen niedergelegt.
- Der Ödenburger Landtag von 1681 tagt vom 24. Mai bis zum 30. Dezember.
- 30. September: Beim Seegefecht beim Kap St. Vincent vor der Küste Portugals besiegt ein spanisches Geschwader eine brandenburgische Flottille, die sich daraufhin in den Hafen von Lagos zurückzieht. Kurfürst Friedrich Wilhelm stellt in der Folge den Brandenburgischen Kaperkrieg ein.
- 30. September: Die Reichsstadt Straßburg wird von ihrem Rat an Frankreich übergeben, nachdem König Ludwig XIV. im Rahmen seiner Reunionspolitik ein 30.000-Mann-Heer unter François-Michel Le Tellier, marquis de Louvois vor die Stadt beordert hat. Drei Wochen später zieht König Ludwig XIV. selbst mit seinem Hofstaat in die Stadt ein, um den Treueeid des dortigen Magistrats entgegenzunehmen. Die Annexion wird im Frieden von Rijswijk 1697 endgültig.

#### Amerikanische Kolonien

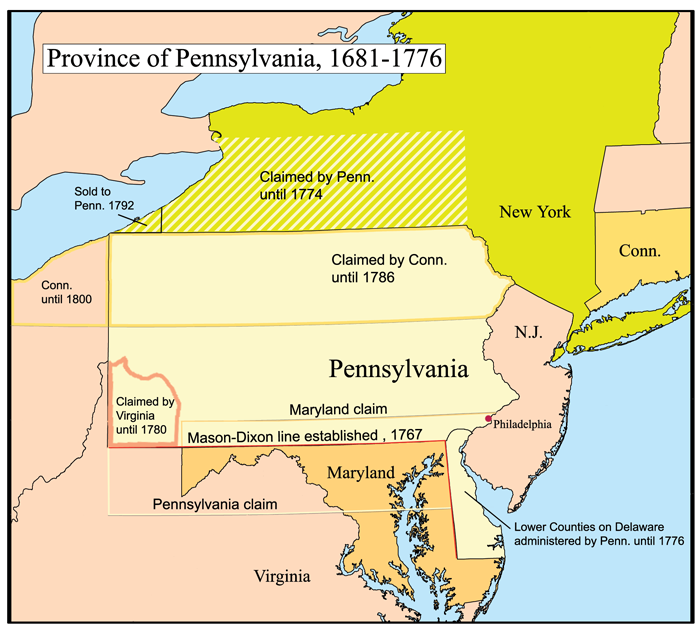
Karte der Provinz Pennsylvania 1681–1776

- 4. März: Geschichte von Pennsylvania: Als Entschädigung für eine Geldforderung an die Krone überträgt König Karl II. von England urkundlich alles Land zwischen Maryland und dem Delaware River, das heutige Pennsylvania, an William Penn, einen Anhänger der Quäker.
- Französische Siedler beginnen mit der Kolonialisierung Louisianas.
- Colbert, Finanzminister Ludwigs XIV. beginnt mit seiner Senegal-Kompanie / Französischen Westindien-Kompanie den Sklavenhandel nach Französisch-Westindien.

### Wirtschaft
- Die Pflugbrauerei Hörvelsingen wird erstmals erwähnt.

### Wissenschaft und Technik

Originalbauplan des Canal du Midi

- 24. Mai: Der Canal du Midi wird in Südfrankreich feierlich eröffnet. Er verbindet Toulouse mit dem Mittelmeer. Auf der größten Baustelle im Europa des 17. Jahrhunderts werden danach nur noch kleinere Ausbauarbeiten erledigt.

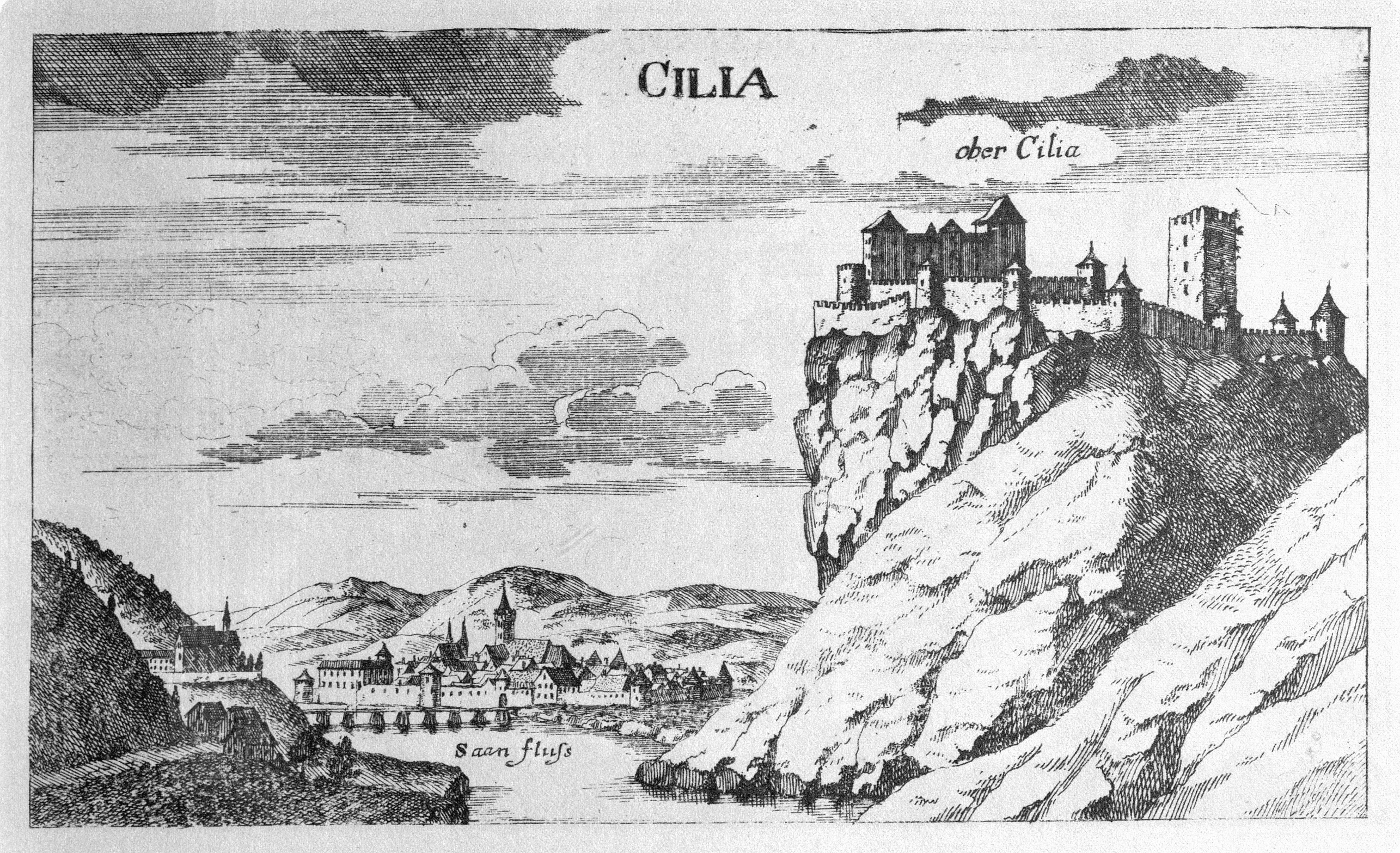
Celje, Topographia Ducatus Stiriae

- Der österreichische Topograf Georg Matthäus Vischer veröffentlicht in Graz sein letztes Werk Topographia Ducatus Stiriae.

### Kultur

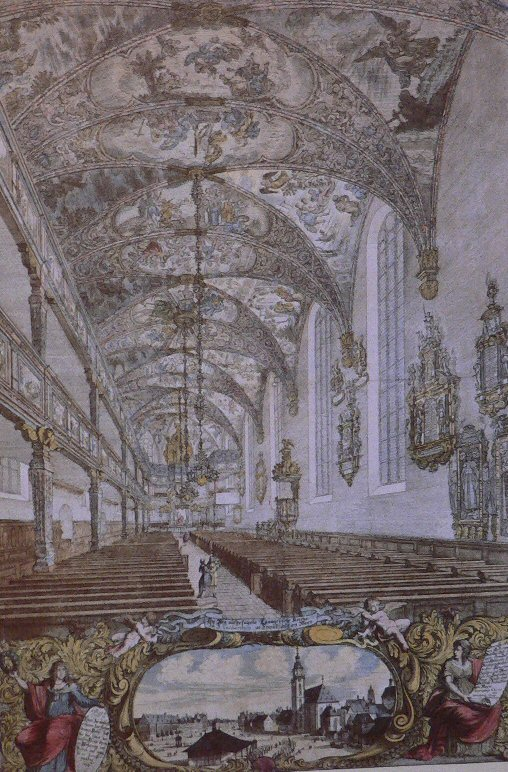
Innenraum der Katharinenkirche nach 1681, Bild von Johann Ulrich Kraus

- Der barocke Neubau der Katharinenkirche in Frankfurt am Main wird nach dreijähriger Bauzeit unter Stadtbaumeister Melchior Heßler fertiggestellt. Am 20. Februar wird der Neubau eingeweiht.
- Der Seefahrer Robert Knox, der über 19 Jahre als Gefangener des Maharadschas in Ceylon verbracht hat, verfasst das Werk An Historical Relation of the Island Ceylon, in dem er seine Erfahrungen schildert.

### Gesellschaft
- Der englische König Karl II. gründet das Royal Hospital Chelsea.

### Katastrophen
- 5. Februar : Das Große Tenna-Feuer in Edo[1]
- Hungersnot in Kyōto und Umgebung[1]

### Natur und Umwelt
- Der vermutlich letzte Dodo wird auf Mauritius von einem spanischen Seefahrer erschlagen.

## Historische Karten und Ansichten

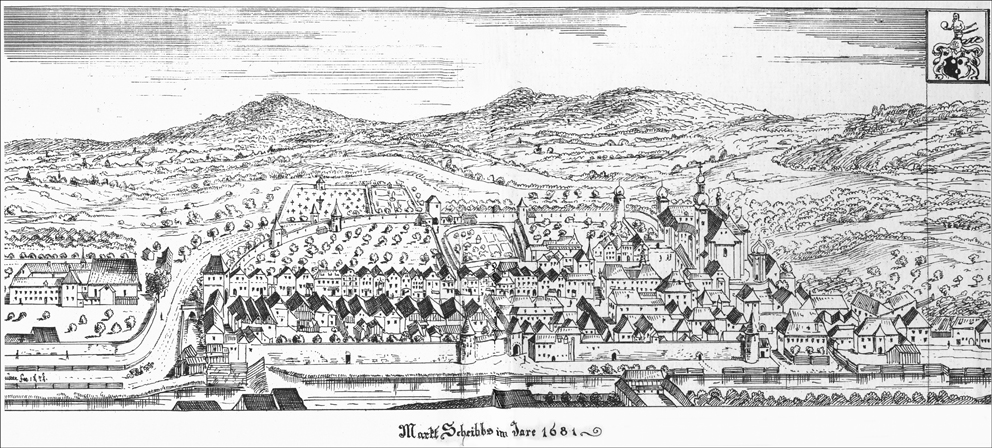
Scheibbs 1681

## Geboren
- 04. Februar: Christian Vitzthum von Eckstädt, polnischer und kursächsischer Oberst († 1738)
- 11. Februar: André Falquet, Schweizer Kaufmann, Händler und Abgeordneter im Genfer Rat der Zweihundert († 1755)
- 08. März: Balthasar Geyder, deutscher Theologe und Autor († 1767)
- 24. März: Georg Philipp Telemann, deutscher Komponist († 1767)
- 16. Mai: Juan Francisco de Güemes y Horcasitas, spanischer Offizier und Kolonialverwalter, Gouverneur von Kuba und Vizekönig von Neuspanien († 1766)
- 26. Mai: Anton II. von Aldenburg, deutscher Reichsgraf († 1738)
- 13. Juni: Johann Christian von Hennicke, kursächsischer und polnischer Verwaltungsbeamter († 1752)
- 17. Juni: Elias Hügel, deutscher Kirchenbaumeister, Hofsteinmetzmeister († 1755)
- 18. Juni: Theophan Prokopowitsch, Erzbischof von Nowgorod († 1736)

Hedwig Sophia im Alter von sechs Jahren mit ihrem Bruder, dem späteren König Karl XII.

- 26. Juni: Hedwig Sophia von Schweden, Herzogin von Schleswig-Holstein-Gottorf († 1708)
- 30. Juni: Johann Christoph Ungewitter, deutscher reformierter Theologe († 1756)
- 19. Juli: Henrietta Churchill, 2. Duchess of Marlborough, britische Adelige († 1733)
- 23. Juli: Jakob Maximilian von Thun und Hohenstein, Bischof von Gurk († 1741)
- 26. Juli: Heinrich XXIV., Paragiatsherr von Reuß-Köstritz († 1748)
- 21. August: Ernst Friedrich I., Herzog von Sachsen-Hildburghausen († 1724)
- 27. August: Heinrich XXV., Graf Reuß zu Gera († 1748)
- 31. August (getauft): Vitus Bering, dänischer Seefahrer († 1741)
- 28. September: Johann Mattheson, deutscher Komponist und Gelehrter († 1764)
- 29. September: Adam Friedrich Brand von Lindau, kursächsischer General († 1754)
- 15. Oktober: Lukas Kern,  deutscher Schiffsmeister, Wirt und Wohltäter († 1749)
- 18. Oktober: Seongho Yi Ik, koreanischer Politiker und Ökonom († 1763)
- 29. Oktober: Arthur Middleton, britischer Gouverneur von South Carolina († 1737)
- 09. November: Johann Wilhelm Jahn, deutscher evangelischer Theologe und Historiker († 1725)
- 28. November: Jean Cavalier, französischer Heerführer der Kamisarden, Oberst und Gouverneur von Jersey († 1740)
- 03. Dezember: Elisabeth von Sachsen-Meiningen, deutsche Adelige, Äbtissin des weltlichen Stifts von Gandersheim († 1766)
- 18. Dezember: Peter Thumb, Vorarlberger Baumeister († 1766)

## Gestorben

### Erstes Halbjahr
- 02. Januar: Hermann Matthias von Velen, Droste im Amt Meppen (* 1632)
- 07. Januar: Magdalena Sibylla von Sachsen-Weißenfels, Herzogin von Sachsen-Gotha-Altenburg (* 1648)
- 11. Januar: Giorgio Regondi, kaiserlicher Hof-Steinmetzmeister (* 1616)
- 30. Januar: Meinrad I., Fürst von Hohenzollern-Sigmaringen (* 1605)
- 11. Februar: Gerard Soest, englischer Maler (* um 1600)
- 03. März: Cornelis Kick, niederländischer Stilllebenmaler (* um 1631)
- 12. März: Frans van Mieris der Ältere, niederländischer Maler (* 1635)
- 19. März: Johann Christoph Falckner, deutscher Rechtswissenschaftler (* 1629)
- 10. April: Philipp I., erster Graf zu Schaumburg-Lippe (* 1601)
- 11. April: Friedrich Ludwig von Pfalz-Zweibrücken-Landsberg, Herzog von Pfalz-Landsberg und Pfalz-Zweibrücken (* 1619)
- 23. April: Justus Suttermans, flämischer Maler (* 1597)
- 28. April: Jacques Bertot, französischer römisch-katholischer Mystiker, geistlicher Führer Madame Guyons (* 1622)
- 04. Mai: Johannes Musaeus, deutscher evangelischer Theologe (* 1613)
- 24. Mai: Celio Piccolomini, Erzbischof von Siena (* 1609)
- 24. Mai: Nicodemus Tessin der Ältere, schwedischer Architekt (* 1615)
- 25. Mai: Pedro Calderón de la Barca, spanischer Dramatiker (* 1600)
- 09. Juni: Gabriel Bucelinus, deutscher Benediktiner, Humanist und Universalgelehrter (* 1599)
- 12. Juni: Sigmund von Birken, deutscher Schriftsteller (* 1626)
- 25. Juni: Karl Eugen von Arenberg, Herzog von Arenberg und Herzog von Aarschot (* 1633)
- 28. Juni: Marie Angélique de Scoraille de Roussille, Mätresse des französischen Königs Ludwig XIV. (* 1661)

### Zweites Halbjahr
- 08. Juli: Georg Neumark, deutscher Komponist von Kirchenliedern (* 1621)
- 11. Juli: Oliver Plunkett, Erzbischof von Armagh und Primas von Irland (* 1625)
- 15. Juli: Adrian Wilhelm von Viermund, Freiherr zu Neersen, deutscher General und Diplomat (* 1613)
- 20. Juli: Ludwig Günther II., Graf von Schwarzburg-Sondershausen zu Ebeleben (* 1621)
- 24. Juli: Agafja Semjonowna Gruschezkaja, als Gemahlin Fjodors III. Zarin von Russland (* 1665)
- 25. Juli: Thomas Carew, englischer Politiker (* 1624)
- 27. August: Nikon, russischer Patriarch, Patriarch von Moskau 1652–1658 (* 1605)
- 27. August: Wilhelm Christoph, Landgraf von Hessen-Homburg (* 1625)
- 16. September: Jahanara, Tochter des indischen Großmoguls Shah Jahan (* 1614)
- 01. Oktober: Gebhard von Alvensleben, deutscher Historiker (* 1619)
- 07. Oktober: Nikolaes Heinsius der Ältere, niederländischer Gelehrter und Lyriker (* 1620)
- 16. Oktober: Michael Heinrich Horn, deutscher Chemiker und Mediziner (* 1623)
- 22. Oktober: Benedetto Ferrari, italienischer Komponist, Kapellmeister und Theorbist (* 1603)
- 02. November: Eleonore von Anhalt-Zerbst, Herzogin von Schleswig-Holstein-Sonderburg-Norburg (* 1608)
- 11. November: Johannes Meisner, deutscher lutherischer Theologe (* 1615)
- 23. November: Hedwig von Pfalz-Sulzbach, Pfalzgräfin von Sulzbach und durch Heirat nacheinander Erzherzogin von Österreich-Tirol und Herzogin von Sachsen-Lauenburg (* 1650)
- 26. November: Giovanni Paolo Oliva, 11. General der Societas Jesu (* 1600)
- 000November: Margaretha von Ahlefeldt, deutsche Priorin (* 1613)
- 04. Dezember: Moritz, Herzog des Sekundogeniturfürstentums Sachsen-Zeitz (* 1619)
- 08. Dezember: Gerard ter Borch, holländischer Maler und Zeichner (* um 1617)
- 12. Dezember: Hermann Conring, Polyhistor, Mediziner, Staatsrat und Archivleiter (* 1606)
- 18. Dezember: Olimpia Aldobrandini, römische Adelige (* 1623)

### Genaues Todesdatum unbekannt
- Francesco Corbetta, italienischer Gitarrist und Komponist (* um 1615)
- Nikolai Pawlowitsch Dilezki, ukrainisch-russischer Musiktheoretiker und Komponist (* um 1630)
- Johann Christoph Hundeshagen, deutscher Logiker und Philosoph (* 1635)